# Lara (filme)
Lara é um filme brasileiro de 2002, do gênero drama biográfico, dirigido por Ana Maria Magalhães.
A trilha sonora é de Dori Caymmi, a direção de fotografia de José Guerra e Pedro Farkas, os figurinos de Karla Monteiro, e a edição de João Paulo de Carvalho.

## Sinopse
Relata a trajetória da grande atriz Odete Lara, baseado em seus livros.

## Elenco
- Christine Fernandes .... Lara Benghini
- Caco Ciocler .... Guima Viana
- Camilo Bevilacqua .... Francesco
- Ana Beatriz Nogueira .... Marta
- Tuca Andrada .... Eric
- Gilberto Gawronski .... Iberê
- Emílio de Melo .... Luigi
- Miguel Magno .... Henrique
- Mariana Lima .... Dora
- Diogo Dahl .... Johnny
- Luanne Louback .... Lara - criança
- Maria Manoella .... Lara - jovem
- Monique Lafond .... mãe de Lara
- Patrícia Selonk .... Teresa
- Verônica Lasar .... Valentina
- Martino Duane .... Nanni
- Denise Weinberg .... dona Nena
- Bruce Gomlevsky .... Heitor
- Heloísa Périssé .... Cinira
- Marcos Caruso .... apresentador da rádio
- Luah Guimarães ... candidata da rádio
- Arduíno Colasanti .... pescador
- Adriana Mattoso .... noiva de Eric
- Xando Graça .... David
- Juliana Martins .... Diana Viana
- Hugo Carvana .... ator premiado
- Severino Dada .... contra-regra da rádio
- Adriano Garib .... comparsa de Johnny
- José Celso Martinez Corrêa .... vendedor humilde
- Thelmo Fernandes